# 바람의 탑

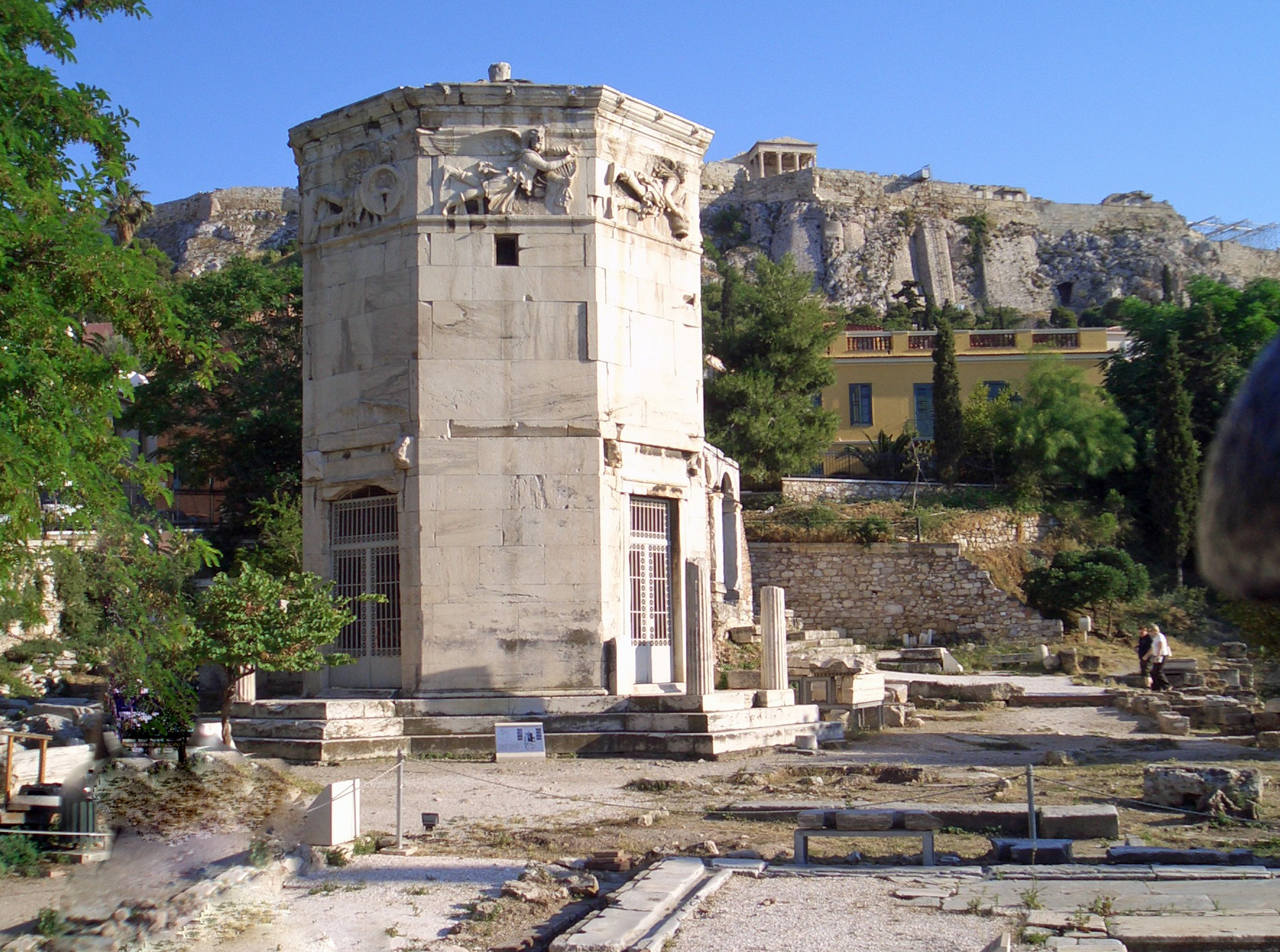
바람의 탑

바람의 탑(Tower of the Winds)은 고대 로마 시대 아테네의 아고라에 있는 펜텔리 대리석으로 만들어진 팔각형 탑이다. 다른 이름으로는 안드로니코스 키르레스테스의 시계탑(Horologion of Andronikos Kyrrhestes)이 있다.
높이는 12,8m, 지름 7.9m이고 팔각형 구조의 탑의 각 면은 동서남북과 그 사이의 방향들을 포함한 8개의 방향을 가리킨다. 세계 최초의 기상 관측소로 간주되고 있다. 해시계, 물시계, 풍향계가 결합된 구조물로써 주로 시계탑으로 사용된 탑이다.Noble, Joseph; Solla Price, Derek (1968년 10월). “The Water Clock in the Tower of the Winds” [바람의 탑에 있는 물시계] (영어). 시카고 대학 출판사.
기원전 50년 경 안드로니코스에 의해 설계되었다.

## 같이 보기
- 아네모이